# 2020年の台湾
2020年の台湾（2020ねんのたいわん）では、2020年（民国109年）の台湾（中華民国）に関する出来事について記述する。

## 国家元首等
- 総統
  - 第14代: 蔡英文 （2016年5月20日 - ）
- 副総統
  - 第14代: 陳建仁 （2016年5月20日 - 2020年5月20日）
  - 第15代: 頼清徳 （2020年5月20日 - ）
- 行政院長
  - 第30代: 蘇貞昌 （2019年1月11日 - ）
- 行政院副院長
  - 第42代: 陳其邁 （2019年1月14日 - 2020年6月19日）
  - 第43代: 沈栄津 （2020年6月19日 - ）
- 立法院長
  - 第11代: 蘇嘉全 （2016年2月1日 - 2020年2月1日）
  - 第12代: 游錫堃 （2020年2月1日 -）
- 司法院長
  - 第11代: 許宗力（英語版、中国語版） （2016年11月1日 - ）

## できごと

### 1月
- 1月2日 - 新北市で国防部のヘリ（UH-60 ブラックホーク）が山中に墜落、国防部参謀本部の参謀総長沈一鳴を含む8名が犠牲となった[1]。
- 1月6日
  - 宜蘭県の蘇花公路バイパス区間（蘇花改）が延伸開業[2]。
  - 台南市に総合バスターミナル「台南転運站（中国語版）」が正式開業[3]。
- 1月11日 - 総統選挙で蔡英文が中国国民党の韓国瑜に約260万票差をつけて再選、同日投票となった立法委員選挙でも与党民主進歩党が過半数の議席を確保した[4]。
- 1月23日 - 新興航空会社のスターラックス航空（星宇航空）が定期運航を開始[5]。

### 2月
- 2月1日 - 游錫堃、第12代立法院長に就任。

### 3月
- 3月7日 - 辞任した呉敦義の後継となる中国国民党主席選挙が実施され、江啓臣が主席に当選[6]。

### 4月
- 4月25日 - 香港の銅鑼湾書店が台北市に店舗を開設[7]。

### 5月
- 5月20日 - 第2次蔡英文政権が発足。同時に蔡は民進党主席に復帰した[8]。

### 6月
- 6月2日 - 《聯合晚報》（英訳：ユナイテッド イブニング ニュース）掲載中止。
- 6月6日 - 高雄市長韓国瑜のリコール投票が行われ、規定の約57万票を大きく上回る約93万票で解任が決定した[9]。
- 6月19日 - 沈栄津、第43代行政院副院長に就任。

### 7月
- 7月7日 - 旧：台湾総督府交通局鉄道部庁舎が国立台湾博物館鉄道部園区（北門館）としてリニューアルオープン[10]。

### 8月
- 8月1日 - 監察院長および同日付で同院傘下に設置された国家人権委員会主任委員に元高雄市長、前総統府秘書長の陳菊が就任[11]。
- 8月7日
  - 横浜八景島現地子会社が運営する水族館「Xpark」が桃園市で開業[12]。
  - 崎陽軒が海外1号店を台北駅に出店[13]。
- 8月10日 - 前日に訪台した米国保健福祉長官アレックス・アザーが蔡英文と会談。米華断交後最高位の政府高官訪台となった[14]。
- 8月15日 - 韓国瑜解任に伴う高雄市長補欠選挙の投開票が行われ、民主進歩党の陳其邁（前行政院副院長）が当選[15]。
- 8月24日 - 陳其邁が高雄市長に就任[16]。

## 死去
- 1月2日 - 沈一鳴、国防部参謀本部の参謀総長（1957年 -）[1]
- 3月30日 - 郝柏村、陸軍一級上将（1919年 -）
- 4月19日 -  蘇燕輝（中国語版）、起業家（1927年 -）
- 7月2日 -  邱創煥（中国語版）、政治活動家（1925年 -）
- 7月30日 - 李登輝、第8-9代中華民国総統（1923年 - ）[17]